# Sala Augusta (Palma)
La Sala Augusta és un cinema de Palma, situat a l'Avinguda Joan March número 2, i inaugurat a les acaballes de 1948. Actualment compta amb 7 sales de projecció.

## Història
Ocupa el lloc d'un antic magatzem de fustes, Can Mir, que posteriorment fou utilitzat com a presó arran de l'inici de la Guerra Civil Espanyola. Un milenar de presoners polítics foren represaliats en aquest indret, morint molts d'ells a mans d'escamots d'afusellament falangistes.
L'empresa Frío Industrial adquirí i feu esbucar l'edifici per construir el nou teatre-cinema. L'arquitecte García Ruiz va ser l'encarregat de la construcció, i Francesc Mestre s'encarregà de decorar-lo amb l'estil isabelí.
L'empresari Andreu Bordoy Fiol posà en marxa la sala d'espectacles i el seu fill Alejandro Bordoy García el succeí. Rafael Salas Llompart comprà el cinema a Frío Industrial, i l'empresa dels seus descendents n'és encara la propietària.
El Ballet Rus de París va ser el primer espectacle que es dugué a terme a la sala.
L'empresa Frío Industrial instal·là un sistema de ventilació mitjançant turbines; va ser la primera sala de Palma amb aquest tipus d'instal·lacions. No fou l'única innovació d'aquest cinema, el qual també disposava dels millors equips de projecció, segons que diu la premsa de l'època. El 22 de maig de 1954 estrenà la pel·lícula La túnica sagrada (Henry Koster, 1953), tot introduint per primera vegada a les sales de Palma el sistema de projecció Cinemascope.
L'any 1987 patí un incendi que ocasionà una remodelació de les sales de projecció.
A més de la projecció de cinema d'estrena, a la sala s'hi han programat altres espectacles com el Cinema Wedding Show, projecció de cinema clàssic en 35 mm, o festivals d'autor com l'Evolution Film Festival (2012).